# Иркутскэнерго
«Иркутскэне́рго» — российская энергетическая компания, одна из четырёх энергокомпаний, независимых от РАО «ЕЭС России». Полное наименование — Иркутское акционерное общество энергетики и электрификации. Штаб-квартира — в Иркутске.
Основана в 1992 году на основании Указа Президента Российской Федерации от 01 июля 1992 № 721.

## Собственники и руководство
В 1996 году губернатор Иркутской области Юрий Ножиков и президент России Борис Ельцин подписали договор о разграничении полномочий, по которому 49%-ный госпакет акций компании признавался «совместной собственностью». Затем 9 % акций компании администрация области продала на чековом аукционе, что уменьшило долю государства до 40 % акций, которая затем в мае 2016 года была передана структурам, контролируемым Олегом Дерипаской. Фактический контроль над компанией принадлежит структурам алюминиевой компании UC Rusal (через "Евросибэнерго").

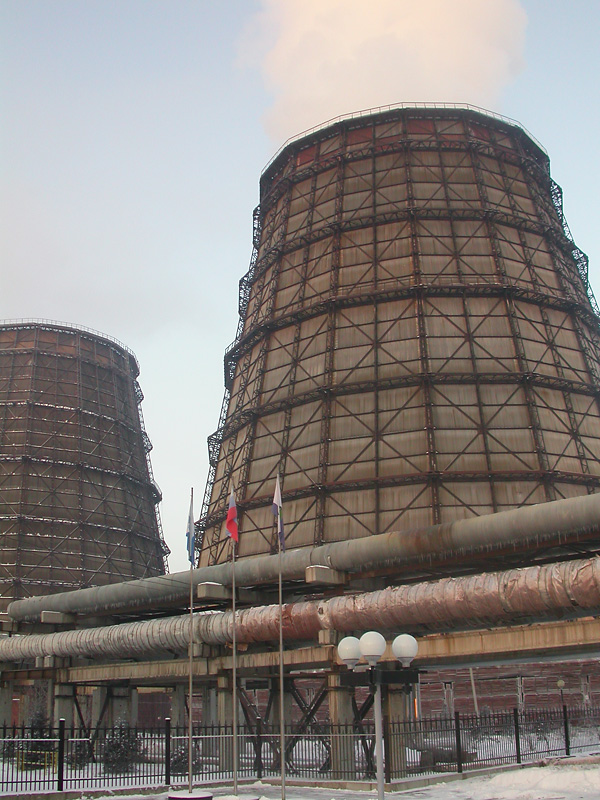
Градирни на Ново-Иркутской ТЭЦ

Размер уставного капитала — 4766,8 млн руб.; он разделён на 4766807700 обыкновенных именных акций номинальной стоимостью 1 рубль.
Генеральный директор — Олег Причко (с июня 2013 года). С 1992 года гендиректором компании был Виктор Боровский.
В марте 2011 года Российская Федерация в лице Федерального агентства по управлению государственным имуществом передала пакет акции ОАО «Иркутскэнерго» в размере 40 % открытому акционерному обществу «Интер РАО ЕЭС».
В мае 2016 года ПАО «Интер РАО» и его 100-процентная дочерняя компания «Интер РАО Капитал» подписали договоры о продаже принадлежащих им 40,29% акций ПАО «Иркутскэнерго» за 70 млрд руб. Покупателем выступает дочерняя компания АО «ЕвроСибЭнерго» ООО «Тельмамская ГЭС».. Тем самым, структуры Олега Дерипаски получали контроль над 90,5% акций энергокомпании.
В 2016 году между "Евросибэнерго" (владевшим 90,5% акций) и миноритариями возник конфликт: согласно закону об акционерных обществах (ФЗ-208 от 1995 года), при выкупе доли "Интер РАО" "Тельмамская ГЭС" была должна направить обязательную оферту на выкуп акций у остальных акционеров в течение 35 дней, чего сделано не было. Также акционеров "Иркутскэнерго" не устроила цена выкупа акций, установленная советом директоров компании (14,99 руб. за штуку), которая ниже пакета "Интер РАО" (36,45 руб. за бумагу). Их сторону принял Центральный банк,  возбудивший дело об административном правонарушении по ст. 15.28 КоАП (размер штрафа для юрлиц за подобные правонарушения составляет от 50 тыс. до 500 тыс. руб.), и запретивший ООО "Тельмамская ГЭС" и его аффилированным лицам на собраниях акционеров "Иркутскэнерго" голосовать более чем 30% акций до отправления оферты.

## Деятельность

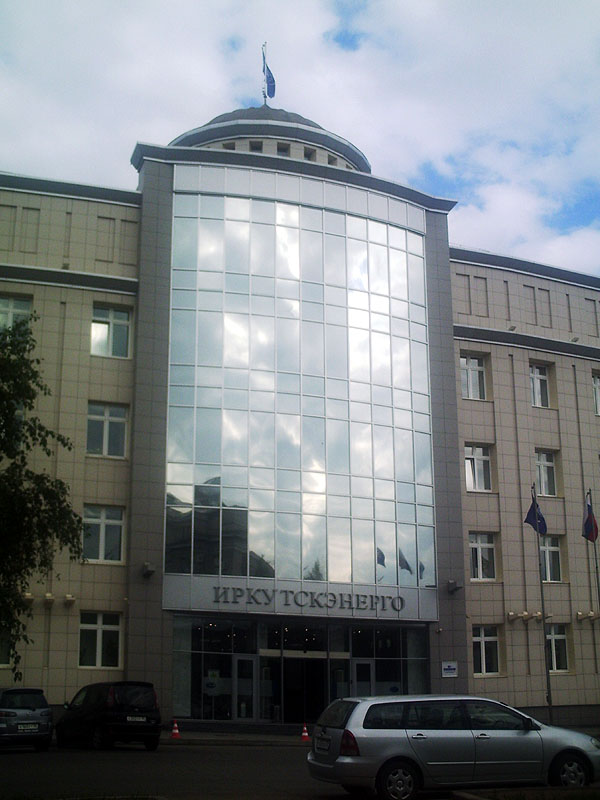
Генеральный офис компании в Иркутске

Компания контролирует 3 гидроэлектростанции (Усть-Илимская ГЭС, Братская ГЭС, Иркутская ГЭС), 9 теплоэлектростанций, тепловые сети. Установленная мощность электростанций составляет 12,88 тыс. МВт, в том числе мощность ГЭС — 9 тыс. МВт, ТЭС — 3,88 тыс. МВт.
По итогам 2004 года компания находится на третьем месте среди российских компаний по производству электроэнергии, на втором — по производству теплоэнергии.
В начале декабря 2005 года правлением было принято решение о создании ООО "Пожарная охрана «Иркутскэнерго». Под охраной этой структуры находятся такие крупнейшие объекты энергетики, как Братская и Усть-Илимская ГЭС, объекты Ново-Иркутской ТЭЦ и крупных районных центров Восточной Сибири.

### Показатели деятельности
В 2009 году всеми производственными мощностями Иркутскэнерго было выработано 56 798 млн кВт•ч энергии.
Выручка компании за 2010 год по МСФО составила 64,1 млрд руб. (за 2009 год — 52,9 млрд руб.), операционная прибыль — 14,0 млрд руб. (7,7 млрд руб.), чистая прибыль — 13,1 млрд руб. (16,4 млрд руб.).